# Impatiens pseudobicolor
Impatiens pseudobicolor är en balsaminväxtart som beskrevs av C. Grey-wilson. Impatiens pseudobicolor ingår i släktet balsaminer, och familjen balsaminväxter. Utöver nominatformen finns också underarten I. p. recticornis.